# Claude le chat
Claude le chat  (en anglais Claude Cat) est un personnage des dessins animés Warner Bros Looney Tunes et des Merrie Melodies. Il a été créé par Chuck Jones et ses origines remontent aux années 1943-1947.  Sa première apparition officielle date de 1943 dans le cartoon The Aristo-Cat.
Claude le chat n'a pas fait beaucoup d'apparitions, mais elles sont toutes très appréciées des connaisseurs. C'est le genre de personnage qui parle peu et qui laisse la place à un humour totalement visuel.  Les gags s'enchaînent qu'il soit victime ou tourmenteur, Claude le chat a rarement le beau rôle dans les histoires dont il est le héros.

## Description
Claude le chat a sur le dos un pelage jaune et le ventre blanc. Ses poils en mèches sur la tête et le bout de sa queue sont roux. La fine bande sombre ou parfois rousse au milieu du ventre, qu'il avait dans ses premiers dessins animés, disparaît par la suite.  
Hyper nerveux, angoissé mais paresseux, tel est Claude le Chat à son naturel. À la moindre frayeur, il saute au plafond et y reste suspendu, toutes griffes dehors. Comme Claude est hypocondriaque, il devient une victime facile pour les deux petites souris machiavéliques que sont Hubie et Bertie. Claude se convainc que son état est grave, il ne cesse alors de s'examiner dans la glace pour surveiller l'évolution de la maladie. Ce qui entraîne des idées noires et de ce fait, de nombreux cauchemars hantent ses nuits, au grand plaisir des deux souris.
Claude est aussi très jaloux et hypocrite. Il fera semblant, devant ses maîtres, de s'entendre avec le petit chiot Frisky de peur d'être chassé de la maison. Mais il se vengera par la suite. Malheureusement pour lui, tous ses stratagèmes se retournent contre lui. Ce côté de sa personnalité est pleinement exprimé quand il réussit à piéger Marc-Antoine le Bulldog et à le faire expulser de la maison dans À crocs et à griffes.